# Tetraleurodes pseudacaciae
Tetraleurodes pseudacaciae là một loài côn trùng cánh nửa trong họ Aleyrodidae, phân họ Aleyrodinae.
Tetraleurodes pseudacaciae được Nakahara miêu tả khoa học đầu tiên năm 1995.